# Nepenthes chang
Nepenthes chang M.Catal., 2010 è una pianta carnivora della famiglia Nepenthaceae, endemica dei monti Banthad, al confine tra Thailandia e Cambogia, dove cresce a 300–600 m.